# دم‌ریشی بال‌زنگاری
دم‌ریشی بال‌زنگاری (نام علمی: Premnornis guttuliger)، گونه‌ای از پرندگان در زیرخانواده Furnariinae از خانواده تنورمرغان (Furnariidae) است که در کلمبیا، اکوادور، پرو و ونزوئلا یافت می‌شود.